# Heráldica municipal de Extremadura
La heráldica municipal de Extremadura se ocupa del estudio de los escudos de armas, blasones y composiciones heráldicas empleados por los ayuntamientos en los que administrativamente se divide Extremadura, en España, como símbolos gráficos para la expresión de su identidad y de validación de documentos oficiales, y que pueden ser presentados en forma de armoriales, colecciones de escudos de armas en imágenes acompañados de su blasonado según una tradición que se remonta al siglo XII.

## Regulación, registro y uso
En España, el fenómeno de adopción de escudos de armas por los municipios tiene su origen en la Edad Media, mediante las concesiones y otorgamientos reales de privilegios o fueros a las villas y ciudades en aplicación de las costumbres del derecho medieval. Posteriormente, durante el Antiguo Régimen, siglos XVI a XVIII, se difundió la vía de adopción de blasones por asimilación de las propias de linajes de la nobleza, que mantenían algún tipo de relación con cada lugar, especialmente la del señorío. Durante el siglo XIX, periodo considerado de la decadencia del uso de la heráldica, fueron creadas armas propias por numerosos municipios, según los procedimientos establecidos por diversas reglamentaciones, en particular la Orden Ministerial de 30 de agosto de 1840, del entonces Ministerio de la Gobernación, por la que se instaba a todos los ayuntamientos a adoptar un escudo propio. Archivos como el Histórico Nacional en Madrid, el Archivo General de Simancas o el de la Archivo de la Corona de Aragón en Barcelona, conservan colecciones de sellos y documentos empleados para estudiar la existencia y uso de escudos memoriales de aquellas épocas.
En el contexto de resurgimiento general de la heráldica desde mediados del siglo XX, en 1956, fue aprobada una nueva orden ministerial, en desarrollo del Reglamento de 17 de mayo de 1952, por la que se demandaba a los municipios la rehabilitación y adopción de armas claramente distintivas que permitieran su diferenciación. El Instituto Salazar y Castro, del Consejo Superior de Investigaciones Científicas, uno de organismos impulsores de aquella normativa, fue entonces encargado de constituir un registro de los escudos municipales que con el tiempo se convirtió en la colección actualizada contemporánea más importante al respecto. 
Otras fuentes empleadas para el estudio histórico de los blasones municipales por los especialistas son los trabajos de Pascual Madoz, recopilados en su Diccionario Geográfico, la colección de escudos de la Enciclopedia Espasa Calpe el Nobiliario de los reinos y señoríos de España de Francisco Piferrer y otras colecciones privadas.
Tras la Transición política española y el proceso de constitución del Estado de las Autonomías, los diferentes cuerpos legislativos desarrollados por cada autonomía, dentro del contexto de la normativa sobre administración de entidades locales, los encargados de la regulación en materia de heráldica municipal y promotores del resurgimiento de su importancia como símbolos gráficos de la identidad de los municipios o para la validación de sus documentos oficiales, siendo numerosos los municipios que cada año anuncian en publicaciones oficiales la adopción, modificación rehabilitación de sus blasones.
La comunidad autónoma extremeña es una de las comunidades donde los propios ayuntamiento gozan de una mayor autonomía para la cuestiones relacionadas con la regulación de la heráldica municipal, con una legislación que favorece la flexibilidad de los procesos de aprobación y donde también existe una mayor apertura hacia la participación ciudadana. El marco regulador es el estipulado por el Decreto 309/2007, de 15 de octubre, "por el que se regula el procedimiento de rehabilitación, modificación o adaptación de escudos, banderas y otros símbolos de las Entidades Locales de Extremadura.". Este decreto promulgado por la Consejería de Agricultura y Desarrollo Rural, sustituyó al anterior vigente desde 2001 en vistas a agilizar el proceso de aprobación, mediante la supresión de la figura del "Consejo Asesor de Honores y Distinciones" que hasta entonces supervisaba los expedientes remitidos por cada ayuntamiento. La legislación extremeña favorece la participación ciudadana, regulando el principio de iniciativa popular (art. 6) así como el del concurso de ideas (art. 8), si bien queda prohibido el uso expreso de ciertos símbolos como los "empleados por partidos políticos, sindicatos, organizaciones empresariales y demás asociaciones y entidades privadas, así como aquellos otros que impliquen vulneración de los principios constitucionales o lesión a los derechos fundamentales". También prohíbe el uso de símbolos "que fomenten o inciten a la violencia en cualquiera de sus manifestaciones." 
El "Registro de Símbolos, Tratamientos y Honores de las Entidades Locales de Extremadura", dependiente de la Dirección General de Administración Local, fue creado en 2002 y tiene entre otras funciones las de velar por la inscripción de los datos de los escudos heráldicos. En 2007, el 88% del conjunto de municipios de las provincias de Badajoz y Cáceres contaba con un escudo aprobado.

## Armoriales municipales por provincia

### Badajoz
En esta galería se muestran los escudos y blasones de los cinco municipios más poblados de la provincia:

Badajoz En campo de azur, sobre terrasa de sinople, dos columnas, de plata, con cintas de oro y la inscripción "plus" en la diestra y "ultra" en la sinistera, en letras de sable, y alzados y apoyados en las columnas, dos leones afrontados, de gules, linguados de lo mismo y uñados de oro.
Mérida En campo de gules, puerta romana de la ciudad, de oro: Muralla con almenas en forma de T, con dos puertas arqueadas y abiertas, entre dos altas torres redondas, almenadas y con sendas ventanas arqueadas y abiertas; Tras las torres, asienta un arco coronado de siete almenas en forma de T. Sobre las puertas lleva, en dos líneas, las letras AUGUSTA EMERITA". Al timbre, corona Real abierta.
Almendralejo Campo de plata, un almendro de sinople, frutado de oro. Timbrado de Corona Real; y, en cuanto a la forma, siguiendo la tradición española, será cuadrilonga y redondeada en la parte inferior o punta.
Villanueva de la Serena Escudo cuartelado. Primero, en campo de oro, Cruz de la Orden de Alcántara, de sinople. Segundo, de plata, una sirena, en su color. Tercero, de azur, castillo, de oro, sobre monte de sinople y rocas de oro. Cuarto, en campo de plata, cuatro fajas bien ordenadas, de azur (fajado de azur y plata de 4 órdenes). Al timbre, corona Real abierta. Lleva como lema: "Puerta soy de la Serena".

### Cáceres
En esta galería se muestran los escudos y blasones de los cinco municipios más poblados de la provincia:

Cáceres Escudo partido: 1º, en campo de gules, un castillo, de oro, almenado, mazonado de sable y aclarado de azur, en 2º, en campo de plata, un león, de púrpura, linguado de gules, uñado de oro y coronado del mismo. Al timbre, corona real cerrada.
Plasencia En campo de plata, una torre, de oro, donjonado de un donjón, almenado, mazonado de sable y aclarado de gules, acompañado a la diestra, de un pino arrancado, de sinople y a la siniestra, de un castaño, también arrancado y de sinople; todo sobre una terrasa, de sinople. Al timbre, Corona Real abierta.
Navalmoral de la Mata Escudo de azur, un moral de oro, frutado de púrpura, adiestrado de una campana de plata y siniestrado de una trompa de lo mismo. Al timbre corona real cerrada.
Coria En campo de gules, un león rampante, de oro, linguado, armado y coronado del mismo metal. Bordura de azur, con ocho castillos, de oro, almenados, mazonados de sable y aclarados de gules. Al timbre, corona Real abierta.
Miajadas En campo de gules, un castillo de oro aclarado de azur, acostado por dos leones rampantes de plata al pie de sus muros. Al timbre, Corona Real cerrada.